# 恆春文化中心
恆春文化中心是位於屏東縣恆春鎮興建中的藝文場館，由第一階段的民謠館和第二階段的劇場館組成，將成為台灣最南端的文化中心。

## 介紹
文化中心總面積8650平方公尺（約為2616坪），由劇場館和民謠館組成，由王銘顯建築師事務所和團紀彥建築師合作設計。第一階段的民謠館，為地下1層地上3層的建築，規劃有民謠展示空間、聲音博物館、民謠傳習教室及1萬冊圖書閱覽空間，興建工程已於2021年11月18日舉行動土典禮，於2024年6月22日正式啟用。
第二階段的劇場館，為地下1層地上5層的建築，規劃有670個座位演藝廳、200席視聽會議室和相關演出排練空間，還包含餐廳、商場等商業服務空間。

## 周邊
- 恆春社會福利綜合館